# 文郁生
文郁生爵士，GCMG[?]（1911年8月12日—1983年9月20日），英國外交官，是英國政府內部的共產主義專家，曾代表英國先後派駐中國（1957年－1959年）、南斯拉夫（1964年－1968年）和蘇聯（1968年－1971年）三個社會主義和共產主義國家擔任最高級外交使節。
文郁生1934年從牛津大學貝利奧爾學院取得優異成績畢業，第二次世界大戰期間先後在英政府新聞部、經濟戰務部和外交部主要從事對納粹德國的宣傳戰。戰後，他於1946年正式加入外交部，在派駐中國、南斯拉夫和蘇聯三國任內，他致力改善雙邊關係，但在中國和蘇聯期間發生的一系列外交風波，均成為他任內的主要考驗和挑戰。
從外交界退休後，文郁生獲邀在1971年至1980年出任劍橋大學基督聖體學院院長，熱愛古典音樂的他在任內主持籌款，為劍橋大學於1978年建成全新的音樂學校。
對南斯拉夫歷史懷有深厚興趣的文郁生，曾撰寫19世紀塞爾維亞民俗學家和語言學家武克·卡拉季奇的傳記，以及一本關於南斯拉夫在鐵托統治下的著作。他晚年也受委託分別為政治理論家倫納德·伍爾夫和西洋古典學者吉爾伯特·梅里作傳，但梅里的傳記要到他身後的1987年才出版成書。他的其中一名胞妹華樂女男爵是一名哲學家。

## 生平

### 家庭背景
文郁生1911年8月12日生於英國英格蘭漢普郡的溫徹斯特公學，父親阿奇博爾德·愛德華·威爾遜（Archibald Edward Wilson，1875年－1923年）是蘇格蘭人，於該校任教德文，並兼任該校舍監；其父亞瑟·威爾遜爵士（Sir Arthur Wilson，1837年－1915年）曾在英屬印度擔任加爾各答高等法院大法官，晚年又任英國樞密院司法委員會大法官。文郁生的母親名叫埃塞爾·瑪麗·舒斯特（Ethel Mary Schuster，1881年－1953年），其父費利克斯·舒斯特爵士（Sir Felix Schuster，1854年－1936年）是生於德國的英國銀行家和金融家，並擁有從男爵爵位；其外祖父赫爾曼·大衛·韋伯爵士（Sir Hermann David Weber，1823年－1918年）同樣是德國移民，曾為愛德華七世擔任御醫。
文郁生在一家七兄弟姊妹中排行第三，他的長兄馬爾科姆（Malcolm）患有自閉症、二姊名叫瓊（Jean）、四妹名叫格麗澤爾（Grizel）、五弟約翰（John）三歲時因肺炎早夭，另六妹和七妹分別名斯蒂芬娜（Stephana）和瑪麗（Mary，1924年－2019年）。其中，四妹格麗澤爾的丈夫是文郁生在牛津大學貝利奧爾學院求學時的同窗邁克爾·鮑爾弗教授（Professor Michael Balfour），後來成為歷史學家；而尊稱華樂女男爵的七妹瑪麗是哲學家，曾先後獲DBE勳銜、終身貴族爵位和名譽勳位，其夫婿傑弗里·華樂爵士（Sir Geoffrey Warnock）也是哲學家，曾任牛津大學校長。

### 早年生涯
文郁生1923年只有12歲的時候，在溫徹斯特公學任教的父親感染白喉導致心臟病併發症逝世，終年只有48歲。雖然家中頓失支柱，但文郁生的母親與校方維持緊密的關係直到1940年代，而一家也繼續住在校園附近。1924年，文郁生入讀溫徹斯特公學，首年已榮登該校的優異生獎學金名錄榜首，憑藉在西洋古典學方面的卓越成績，他於1930年獲獎學金升讀牛津大學貝利奧爾學院。在大學，他繼續攻讀西洋古典學，師從西里爾·貝利（Cyril Bailey）、R·A·B·邁納斯（R. A. B. Mynors；後為爵士）和D·C·麥格雷戈（D. C. Macgregor）等學者，成績同樣出眾。當中，他於1932年在第一次西洋古典學考試中取得一級榮譽，同年獲克雷文獎學金，以及赫福獎學金鼓勵獎。翌年，他進一步獲蓋斯福德希臘詩詞獎第二名、詹金斯獎學金和斯普林-賴斯旅行獎學金。1934年，他於人文學科取得一級榮譽，同時取得文學士學位（B.A.）畢業，並當選為牛津大學皇后學院拉明院士，所得的獎學金讓他得以在1934年至1935年出遊歐洲大陸。不過，他卻未能成功考取牛津大學萬靈學院的院士資格。多年後，他於1971年獲牛津大學加授文學碩士學位（M.A.）。
大學畢業後，一心成為外交官的文郁生在1935年順利以首名成績通過外交部入職考核，卻因為背疾無法通過體格檢查，最終不被取錄。根據其胞妹華樂女男爵後來所著的回憶錄，文郁生未能通過體格檢查，原因是胸膛過窄。無論如何，未獲外交部取錄的他，於1936年獲倫敦的西敏公學聘為教師，任教拉丁文和希臘文等科目。不過，投身外交界始終是他心中的志願，因此他任教一年後便成功投考公務員，於1937年3月獲聘為大英博物館助理館長，負責西方手稿文物事務，以其將來有望透過內部轉調外交系統。

### 投身外交
1939年9月第二次世界大戰爆發，原本在大英博物館任職的文郁生被即時借調往英國政府戰時新成立的新聞部任職；後於1940年5月借調經濟戰務部政治戰務行政處，聽命於該部總監李滋羅斯爵士，參與對納粹德國在內的歐洲地區組織宣傳戰，包括於1941年編寫題為《德國新秩序》（Germany's New Order）的小冊子，鼓吹策動革命推翻納粹政權。憑藉對德國事務的關注，他在1941年終獲機會借調外交部本部，專責處理對德相關事務，直到1945年歐戰結束後，他旋於同年6月派駐德國，進一步借調到當地的盟軍管制委員會工作。1946年5月，文郁生返回英國正式編入外交部，首先在德國司處理政治工作，其後於1947年4月直接跳升為一等秘書（而非屬初階的三等秘書），由此正式開展他的外交官生涯。由1947年11月至1949年11月的兩年間，他再被派往德國柏林，任職於盟軍管制委員會政治部。當時冷戰剛起，他親歷蘇聯實施的柏林封鎖。自此，共產主義本身和西方國家如何應對共產主義帶來複雜多變的挑戰，成為他的畢生興趣。
在德國四年後，文郁生於1949年11月返回外交部本部，升任參贊，及後在1951年8月至1953年12月派駐南斯拉夫的英國使館出任參贊。當時的南斯拉夫由約瑟普·布羅茲·鐵托實施獨裁統治，並奉行民族共產主義，是一個沒有落入鐵幕和沒有受莫斯科操控的共產主義國家。任內，文郁生曾於1951年、1952年和1953年署任代辦，又透過學習塞爾維亞-克羅地亞語和到處遊歷，增進對南斯拉夫的認識。1954年1月，他調回外交部本部主管經濟關係事務，後於1955年4月晉升為研究總監，兼任署理圖書館長和文件監官。
1956年10月29日蘇伊士運河危機爆發，英國國內輿論對於英國和法國聯合出兵埃及的意見兩極。在這個背景下，英政府內部緊急提出派駐一名聯絡官到英國廣播公司總部。儘管英政府向英國廣播公司強調聯絡官的角色是改善協調雙方的聯繫，而非損害後者的獨立性，但實際上聯絡官負責審查英國廣播公司的阿拉伯文新聞簡報，以決定這些新聞簡報是否適合透過塞浦路斯的「英國之音」廣播電台轉播。聯絡官原本授意由曾任職於特別行動執行處的英國廣播公司前電視節目製作人拉納姆·蒂奇納（Lanham Titchener）出任，但由於當時他派駐伊朗王國德黑蘭，結果要到11月12日才返英上任，其時危機已告結束。結果，英政府在11月1日找來文郁生一度頂替聯絡官一職。根據其胞妹華樂女男爵後來所著的回憶錄，文郁生實際上以外交部代言人身份，每晚到英國廣播公司總部負責為相關節目「美化」英政府的軍事行動，以及「淡化」美國對英法軍事行動的不友善反應。華樂女男爵在回憶錄聲稱文郁生其實堅拒接受任務，並一度以辭職相迫，才迫使外交部安排他人接替，而事件也多少影響了他的仕途。

### 駐華代辦
1957年9月，文郁生接替歐念儒（後為爵士）出任英國駐華代辦。鑒於英國與中華人民共和國要到1972年才正式建立大使級外交關係，代辦已是英方駐華的最高級別外交代表，而這也是文郁生首次擔任駐外最高級外交使節。文郁生就任之初，中英關係較為穩定，因此他在履新首月便能拜會中國外交部長周恩來；初期也享有較大的行動自由，能夠外出遊歷。

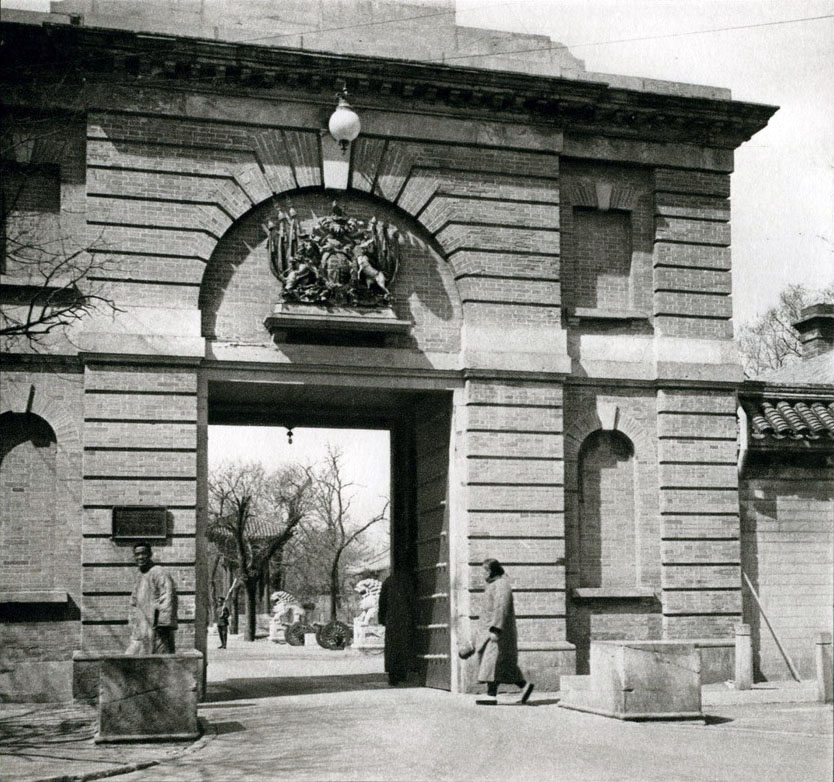
文郁生是最後一位入住東交民巷英國駐華代辦處（前身為使館）的英國駐華最高級外交使節

不過，中英關係到1958年卻因為伊拉克王國爆發7月14日革命而陷入低潮。在該次革命，伊拉克王國遭遇軍事政變被血腥推翻，觸發鄰國黎巴嫩請求美國派兵到該國穩住局勢；而本身與伊拉克王國締結成阿拉伯聯邦的約旦王國，也在7月17日請求英國派兵到當地，避免遭到伊拉克的革命波及。英國屯兵約旦的舉措在當時引來中國不滿，並在7月18日向英方發出抗議書。當中，中方認為英國企圖侵略新成立的伊拉克共和國，加劇緊張局勢，帶來擴大戰爭的嚴重危險，對英國「侵略和戰爭的挑畔行為」予以「強烈譴責和抗議」。同時間，大批反對英國駐兵約旦的北京民眾由7月18日至19日一連兩日在英國代辦處外遊行示威，持續34小時，估計多達150萬人參與。部份示威群眾除了向代辦處入口值班的英方人員投擲石子，更有個別打扮成阿拉伯戰士的示威者用自製的道具木槍襲擊英方值班人員。文郁生本人也在7月18日午夜就事件被中國外交部召見接收抗議書，到19日清晨返回代辦處的時候，被一批在代辦處入口張貼標語、揮舞旗幟，並高呼「英國，滾出約旦去」的青年示威群眾包圍座車。群眾一度用拳頭碰打座車宣洩不滿，最後座車好不容易才穿過他們駛進代辦處的安全範圍。
面對北京市面反英情緒高漲，文郁生曾被迫留在使館區內多個星期不能外出。此後，中英雙方繼續就其他事件產生爭端，關係未見改善，當中包括香港政府於1958年8月6日把左派學校培僑中學校長杜伯奎遞解出境，同月26日又以建築物安全為理由查封另一家左派學校中華中學的校舍，中國外交部其後更就後者向英方提出抗議。另一邊廂，同月22日香港水域發生佐維治號（Jovich）遊艇失蹤事件，當日三名英籍工程師在一名華籍裝配工陪同下乘坐遊艇由油麻地出發前往大埔玩樂，但其後失去聯絡。港方遍尋不獲後，由英駐華代辦處於8月28日向中方提出查詢，代辦處及後從中方得悉四人被扣留於廣東省，但未有透露更多詳情，促使文郁生向中方作進一步交涉。一直到10月24日，被扣留的四人和遊艇始獲中方分別釋放和交還予港方。同年10月，上海當局拘捕兩名英籍神兆會牧師龔斯坦（Stanley Ernest Jones）和金海露（Harold George King），指控他們以傳道為名散播「反革命宣傳」，事件中英方曾提出緊急查詢和抗議。
後來隨著連串事件逐漸淡化，中英關係才漸趨回穩，其中文郁生在1959年6月舉行英女皇壽辰招待會，便獲得中國外交部副部長羅貴波應邀出席。到1959年7月，文郁生任滿離開北京，代辦一職由施棣華（後為爵士）接任。

### 助理外務次官
離開中國後，文郁生獲安排由1959年至1960年借調往美國哈佛大學國際事務中心擔任院士深造，研究中國事務。1960年10月，他返回外交部本部視事，升任助理次官，主責東西方關係、聯合國和裁軍等事宜，任內參與草擬1963年由蘇聯、英國和美國共同簽署的《部分禁止核試驗條約》。此外，文郁生曾於1962年7月與來訪的美國國際組織事務助理國務卿哈倫·克里夫蘭（Harlan Cleveland）展開會談，席間雙方就中國在聯合國的席位問題表述各自立場，當中美方重申反對將中華民國在聯合國的席位轉讓予中華人民共和國，而英方則強調會繼續支持由北京方面取得聯合國席位的題案，惟雙方均同意北京當前未能在聯合國大會取得足夠支持改變現狀。
在蘇聯事務方面，文郁生在任助理外務次官期間，受到蘇聯推行去史太林化和中蘇交惡等因素影響，英國外交部的內部主流意見憧憬蘇聯將繼續有限度容許其衛星國享有更大的自主和進行一些改革，並讓衛星國加強聯繫西方以改善經濟民生。在這背景下，英國外交部開始提出英國對蘇東集團實施貿易自由化，改善與華沙公約國的政治關係，以及著手緩解冷戰下東歐共產陣營與西方陣營的緊張關係。蘇聯最高領導人尼基塔·赫魯曉夫在1964年10月意外地失勢下台後，外交部內部評估相信只要蘇聯維持區內的領導地位，東歐的自由化進程不會受到太大影響。
其中，文郁生進一步認為東歐各國會仿照鐵托治下的南斯拉夫，長遠會發展各自的民族共產主義政策，繼而擺脫莫斯科的干預。然而，文郁生樂觀的看法在當時的外交部僅屬少數，事實上部內不少官員認為，蘇東集團雖然逐步淡化其高壓管治和信奉共產主義教條的色彩，但西方對其變革步伐仍須抱審慎的態度；以杜維廉爵士（後為勳爵）為首的其他外交部官員更認為，蘇聯雖然經濟實力不強，但出於意識型態、官僚主義和與美國維持軍力平衡等考慮，會繼續採取十分保守的態度，不會容許任何內部改革，也絕不會容許任何華沙公約國出現政治多元主義或南斯拉夫式的民族共產主義。杜維廉也認為，任何有限度的改革都會觸發民眾要求落實更急激的改革，往往造成動盪和不穩，情況就如1953年的東德六一七事件、1956年的波蘭十月事件和同年的匈牙利革命，以及1962年蘇聯的新切爾卡斯克慘案等。

### 駐南斯拉夫大使
1964年9月，文郁生獲任命為英國駐南斯拉夫大使，這也是他第二度派駐南斯拉夫。在翌年的元旦授勳名單，他獲英廷頒授KCMG勳銜，成為爵士。此前，他早於1955年獲頒授CMG勳銜，作為對其外交工作的肯定。
文郁生任內積極推動英國與南斯拉夫的關係，包括在1968年4月促成貿易國務大臣布朗勳爵（The Lord Brown）訪問南斯拉夫，參觀當地的薩格勒布博覽會（Zagreb Fair），會見參展英商，並在貝爾格萊德與文郁生代表英政府與南斯拉夫政府簽訂科技協議，就加強兩國科技合作和交流訂定框架。除了布朗勳爵，文郁生還持續安排其他英政府高官訪問南斯拉夫，當中包括在1967年3月訪問的科技部聯席國會秘書黎義博士（Dr Jeremy Bray）、同年4月訪問的外交及聯邦事務國務大臣查爾芳勳爵（The Lord Chalfont）、1968年6月訪問的外交及聯邦事務大臣（Michael Stewart）、以及同年9月訪問的教育及科學大臣愛德華·蕭特（Edward Short）等。
出使南斯拉夫任內，熱愛南斯拉夫歷史和文化的文郁生更開始學習塞爾維亞-克羅地亞語，以及著手撰寫一本關於19世紀塞爾維亞民俗學家和語言學家武克·卡拉季奇的傳記。武克一生除了致力收集塞爾維亞民間傳說和詩歌，亦以帶頭推動改革現代塞爾維亞語而聞名。該傳記名為《武克·斯特凡諾維奇·卡拉季奇的生平與時代》（Life and Times of Vuk Stefanovic Karadzic），在他卸任大使後於1970年由牛津大學出版社出版。後來，文郁生再於1980年著成《鐵托治下的南斯拉夫》（Tito's Yugoslavia）一書，由劍橋大學出版社出版。

### 駐蘇聯大使
1968年10月，文郁生接替在8月底離任的傑弗里·哈里遜爵士（Sir Geoffrey Harrison）出任英國駐蘇聯大使，這是他繼中國和南斯拉夫後，第三度派駐社會主義和共產主義國家擔任最高級外交使節。文郁生的前任哈里遜任內與大使館一名俄籍金髮女僕有染，該女僕的真實身份更是KGB特工。英方後來得悉事件，立即把哈里遜緊急召回。當時正值布拉格之春在1968年1月爆發後，蘇聯組織華沙公約國在同年8月20日晚入侵捷克斯洛伐克，加上英蘇雙方都沒有對外透露內情，因此外界均以為英政府是鑒於英蘇交惡才將哈里遜召回。哈里遜多年後於1981年接受英國傳媒訪問，內情才得以公諸於世。

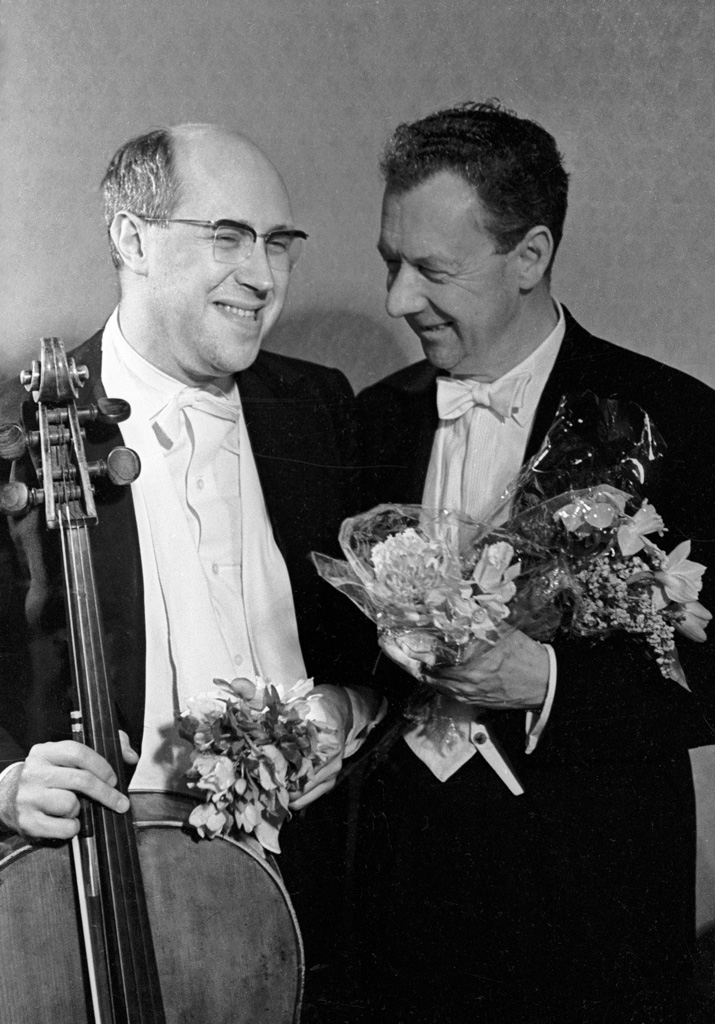
文郁生與作曲家布烈頓勳爵（右）和大提琴家姆斯季斯拉夫·羅斯特羅波維奇（左）等人關係友好，促成於1971年在莫斯科舉辦英倫音樂節

文郁生上任後即時將該名俄籍女僕開除，而英蘇雙邊關係在他上任初期亦繼續因為捷克斯洛伐克問題陷於低潮。其中在1968年12月，文郁生上任後首度獲安排會見蘇聯外交部長安德烈·葛羅米柯，會上葛羅米柯向他提交蘇方聲明，指責英方在捷克斯洛伐克問題上採取的態度，又揚言蘇聯會重新審視與英國的關係。另一方面，在1969年4月，消息傳出正在蘇聯服刑的英國公民傑拉德·布魯克據聞在獄中煽動其他囚犯從事反蘇活動，面臨加刑。布魯克原本在倫敦任職俄語教師，1965年與妻子到蘇聯旅遊期間，被指在莫斯科散佈煽動性文章和從事其他反蘇活動，遭蘇聯當局拘捕並判監五年。文郁生獲悉布魯克面臨加刑後即時介入事件，最終英蘇雙方在同年7月達成協議，由英方釋放兩名在囚蘇聯間諜莫里斯·科恩及其妻洛娜·科恩，換取蘇方釋放布魯克和另外兩名因為偷運毒品進入蘇聯而在囚的英國公民。
此後，英蘇關係逐漸回暖，美國、英國和蘇聯更在1971年2月達成《禁止在海床洋底及其底土安置核武器和其他大規模毀滅性武器條約》，標誌著各國對裁減核武邁出重要一步。該次簽約儀式在華盛頓、倫敦和莫斯科分別舉行，文郁生則代表英方，聯同蘇聯外長葛羅米柯、蘇聯總理阿列克謝·柯西金和美國駐蘇聯大使雅各布·比姆（Jacob Beam）在莫斯科舉行的儀式中簽字。同年4月，憑籍他與英國作曲家斑傑文·布烈頓（後為勳爵）和蘇聯大提琴家姆斯季斯拉夫·羅斯特羅波維奇的友好關係，文郁生罕有地促成在莫斯科舉辦英倫音樂節，邀得布烈頓、指揮家威廉·華爾頓爵士和倫敦交響樂團等來訪演出。這時期的使館生活變得熱鬧，文郁生會在使館組織唱詩班，至於他的妻子本身通曉俄語，因此在蘇期間到處遊歷，又開始整理新版英俄字典，以及獲准在莫斯科大學為研究生擔任英語及英國文學講師。
雖然如此，英蘇雙方的間諜活動從未間斷，例如在1970年7月至12月間，英方驅逐一名蘇聯駐英大使館二等秘書和兩名在蘇聯駐倫敦貿易代表團的工作人員，另外又拒絕10名蘇方人員入境英國，指他們從事「不許可的活動」。翌年4月，蘇方突然驅逐英國駐蘇大使館二等秘書大衛·米勒（David Miller）出境，指他在蘇從事「與外交身份不相稱的活動」。當時文郁生對指控予以否認，並認為蘇方的決定是要報復英方去年驅逐蘇方人員。事實上，文郁生曾在內部報告中指出，布烈頓與他的男高音密友彼得·皮爾斯（Peter Pears，後為爵士）在1971年4月前來莫斯科參與英倫音樂節期間，蘇方甚至曾派出女特務企圖色誘布烈頓以套取情報，可是蘇方卻原來不知布烈頓是同性戀者。

### 大學行政
文郁生在1971年9月年滿60歲時卸任駐蘇聯大使，並從外交部退休，同年獲英廷頒授GCMG勳銜，以資肯定。他最初曾考慮投身商界，但得到歷史學者克里斯托夫·安德魯（Christopher Andrew）提名下，他在同年年底獲選接替在任上去世的法蘭克·李爵士（Sir Frank Lee）成為劍橋大學基督聖體學院新任院長，不在學院的時候則退居在蘇格蘭內赫布里底群島最南端的艾拉島。他的胞妹華樂女男爵後來在1984年出任劍橋大學格頓學院院長，使他們成為牛劍歷史上首對出任過學院院長的兄妹。文郁生同時期擔任的其他公職，還包括在1973年至1978年出任英政府博物館及美術館常務委員會委員、1978年至1980年出任英政府公共檔案調查委員會主席，以及在1972年至1980年出任坎特伯雷英皇公學校董等，並曾任英國海外留學生事務理事會名譽副主席。

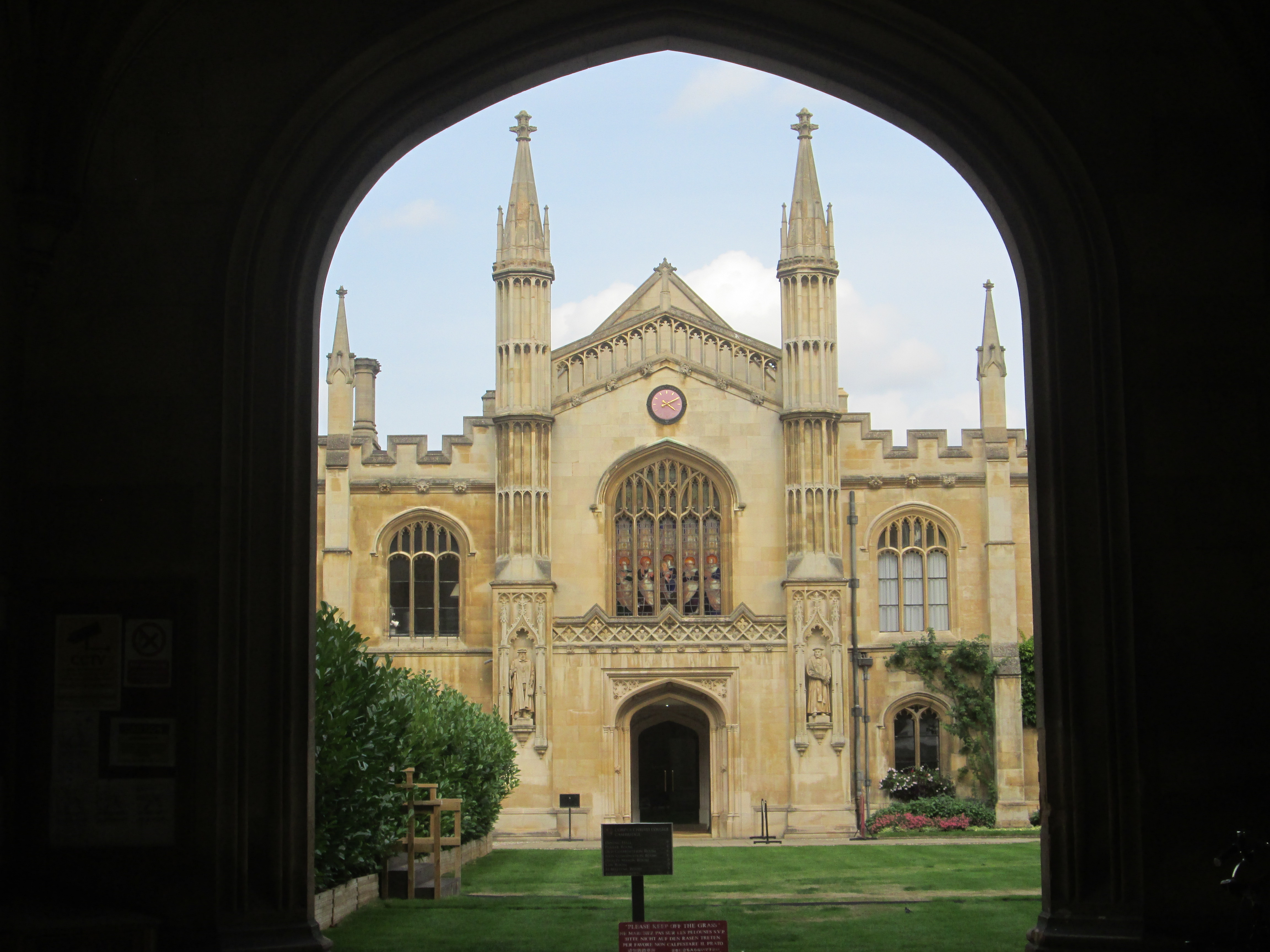
退出外交界後，文郁生在1971年至1980年出任劍橋大學基督聖體學院院長

然而，文郁生上任基督聖體學院院長後才發現，院長一職沒有真正實權，而實際上掌管學院大小事務的是長年盤踞學院的一班高級院士。這不單令他初時感到驚訝，他在日常學院事務感到倍受掣肘，與昔日擔任大使作為使館館長有很大的分別，令他感覺上很難適應學院院長與高級院士之間的關係。日常事務上的諸多限制，甚至於文郁生夫人曾言，寧可忍受駐節莫斯科時所受的限制，都比基督聖體學院的好。雖然文郁生具資格競逐加入屬於大學中央管治機關的評議會理事會，但他任內未曾參選，原因是他知道院士們提名他的真正目的，只為阻止身為女性的另一所學院院長，即劍橋大學新學堂（2008年改稱劍橋大學梅里·愛德華茲學院）主席露絲瑪麗·梅里女爵士（Dame Rosemary Murray）當選。
與此同時，文郁生任內正值英國1970年代的經濟衰退，迫使學院緊縮開支。同時間，多位資深院士和教職員先後離世，也使學院失去一些舊有的人脈聯繫。雖然如此，他著力為學院開拓新的關係，包括加強與中國的接觸，促成多名中國學者前來基督聖體學院從事學術研究。1974年，蘇聯大提琴家姆斯季斯拉夫·羅斯特羅波維奇離開蘇聯開展流亡生活，初期一度寓居於基督聖體學院，也是由好友文郁生安排。另一方面，文郁生與學院學生建立起友好的關係，喜歡與學生溝通的他，會在艾拉島家中開派對款待他們。源於對音樂的熱愛，他積極推動劍橋大學及其學院的音樂活動，並兼任劍橋大學新音樂學校勸募委員會主席，促成在劍橋大學校園西邊路在1978年建成全新的音樂學校，供劍橋大學音樂學院進駐，並附設音樂廳讓劍橋的音樂家使用和表演。文郁生與學院的職員也維持融洽關係，尤其是特別享受與學院的木匠交談。此外，他把原本在駐莫斯科大使館的僕役榮恩（Ron）帶到學院，榮恩在文郁生離任院長後留在學院，最終以管家長的職級成為學院雜務人員之首。

### 晚年生涯
1975年，文郁生的兒子大衛在一次交通意外中喪生，事件對文郁生構成很大打擊。這時期的他開始寄情寫作，當中包括接受賀加斯出版社（Hogarth Press）邀請，為已故政治理論家倫納德·伍爾夫作傳，其著作《倫納德·伍爾夫：政治傳記》（Leonard Woolf: A Political Biography）在1978年出版；1980年，他又著成《鐵托治下的南斯拉夫》（Tito's Yugoslavia）一書。
1980年8月31日，文郁生卸任劍橋大學基督聖體學院院長一職，同年獲學院選為名譽院士。此後，他把主要時間花在艾拉島家中，或前往牛津大学赫特福德学院探望其妹夫傑弗里·華樂爵士，即其胞妹華樂女男爵的丈夫。其妹夫當時擔任赫特福德学院院長，因此文郁生每次來訪都會住在院長官邸。
1981年，文郁生再度接受牛津大學出版社邀請，為已故西洋古典學者吉爾伯特·梅里（Gilbert Murray）作傳。然而，未及完成著作，文郁生在1983年9月突然於艾拉島家中心臟病發送院，留醫數天後出院回家，但隨後病情復發再度送院，延至9月20日逝世，終年72歲。身後，其喪禮在夏洛特港的鄉村教堂舉行，遺體在當地下葬於亡子旁邊。他的遺作由遺孀繼續完成，終在1987年以文郁生名義出版《吉爾伯特·梅里，OM（1866年－1957年）》（Gilbert Murray, OM, 1866-1957）一書。
文郁生是一名學者型外交官，也是英國外交部內的共產國家專家。在他身後，《泰晤士報》為他發表訃文，認為「正當共產主義世界經歷劇變，並盡一切能力試圖掩飾這種鉅變和伴隨而來的內部分歧之際，我們需要像文郁生這樣一位涉獵廣泛但具敏銳洞察力，並懷有深厚興趣的人，來闡明所發生事情的性質和意義。他從三個最重要的共產主義首都累積寶貴經驗，結合其思想品質使他非常適合這份工作。對於那些不太了解他的人來說，不太預料到的是理想主義的壓力與溫暖的人情味對文郁生本人來說十分重要。他對共產主義世界領導人採取的方法不僅僅從學者的角度出發，因為他的智慧和認知能力是十分深厚的。」

## 個人生活
文郁生在1937年7月17日與伊麗莎白·安妮·馬丁·佛萊明（Elizabeth Anne Martin Fleming，1911年—2004年）結婚，其妻又名貝蒂（Betty），她來自蘇格蘭柯爾庫布里郡（Kirkcudbrightshire）奧亨凱恩（Auchencairn），父親名叫名查爾斯·詹姆斯·尼科爾·佛萊明（Charles James Nicol Fleming）。文郁生與其夫人在牛津相識，當時她在牛津大學瑪嘉烈女爵堂修讀西洋古典學。文郁生夫人早年任教於英格蘭多實郡的謝爾本女子學校，其後曾於蘇聯莫斯科生活，因此與丈夫一樣懂得俄語。文郁生夫人後來隨夫來到蘇聯擔任大使夫人，期間在莫斯科大學英文學院院長指導下開始編寫俄英字典，經過多來的編纂工作，終在1982年寫成和出版《英語人士的現代俄語字典：英語-俄語》（The Modern Russian Dictionary for English Speakers: English-Russian）一書。
文郁生夫婦育有一子兩女，分別名大衛（David）、嘉芙蓮（Catherine）和伊麗莎白（Elizabeth），其中伊麗莎白在1971年嫁給羅馬尼亞鋼琴家拉杜·魯普，惟兩人後來以離婚收場。此外，大衛生前在英國《觀察家報》任職工業事務特派記者，1975年原本獲外派到美國升任駐華盛頓特派員，但出國前在一次騎自行車回公司收拾物品的途上遭兩架貨車意外撞死，終年僅34歲。大衛因車禍喪生對文郁生夫婦構成很大打擊，而文郁生在餘生也無法在悲痛中完全恢復過來。
文郁生自少已熱愛古典音樂，其他興趣包括高爾夫球和步行。雖然自少患有背疾，但無阻他參與體育運動，例如越野滑雪和網球。此外，他生前是皇家英聯邦學會會員。

## 著作
- Life and Times of Vuk Stefanovic Karadzic. Oxford University Press, 1970. 
  - （直譯：《武克·斯特凡諾維奇·卡拉季奇的生平與時代》。牛津大學出版社，1970年。）
- Leonard Woolf: A Political Biography. New York: St. Martin's Press, 1978. ISBN 978-0-31248-001-1
  - （直譯：《倫納德·伍爾夫：政治傳記》。紐約：聖馬丁出版社，1978年。）
- Tito's Yugoslavia. Cambridge: Cambridge University Press, 1980. ISBN 978-0-52122-655-4
  - （直譯：《鐵托治下的南斯拉夫》。劍橋：劍橋大學出版社，1980年。）
- Gilbert Murray, OM, 1866-1957. Oxford: Clarendon Press, 1987. ISBN 978-0-19211-781-6
  - （直譯：《吉爾伯特·梅里，OM（1866年－1957年）》。牛津：克拉倫登出版社，1987年。）

## 榮譽

### 殊勳
- 以下列出榮譽全稱及縮寫：^ 
  - 聖米迦勒及聖喬治同袍勳章（C.M.G.） （1955年女皇壽辰授勳名單[49]）
  - 聖米迦勒及聖喬治爵級司令勳章（K.C.M.G.） （1965年元旦授勳名單[48]）
  - 聖米迦勒及聖喬治爵級大十字勳章（G.C.M.G.） （1971年女皇壽辰授勳名單[66]）

### 榮譽院士
- 劍橋大學基督聖體學院 （1980年[15]）

### 主要引用書目和文章
- Briggs, Asa. . London: British Broadcasting Corporation. 1979  [2024-12-29]. ISBN 978-0-56317-774-6. （原始内容存档于2025-01-20）.
- Clemens, Gabriele B. . Stuttgart: F. Steiner. 1997  [2024-12-29]. ISBN 978-3-51506-830-7. （原始内容存档于2025-01-20）.
- Warnock, Mary. . London: Duckbacks. 2002  [2024-12-29]. ISBN 978-0-71563-141-6. （原始内容存档于2025-01-20）.
- Webb, Alban. . Queen Mary College, University of London. 2009  [2024-12-26]. （原始内容存档于2024-10-15）.
- Hughes, Geraint. . Boydell & Brewer Ltd. 2015  [2024-12-29]. ISBN 978-0-86193-332-7. （原始内容存档于2025-01-20）.
- 香港地方志中心. . 香港: 中華書局（香港）有限公司. 2020  [2024-12-29]. ISBN 978-9-88867-668-2. （原始内容存档于2025-01-20）.

## 外部連結
- Archibald Duncan Wilson

| 外交職務                     | 外交職務                               | 外交職務               |
| ---------------------------- | -------------------------------------- | ---------------------- |
| 前任： 歐念儒                | 英國駐華代辦 1957年–1959年             | 繼任： 施棣華          |
| 前任： 邁克爾·克雷斯維爾爵士 | 英國駐南斯拉夫大使 1964年–1968年       | 繼任： 賈維            |
| 前任： 傑弗里·哈里遜爵士     | 英國駐蘇聯大使 1968年–1971年           | 繼任： 約翰·基利克爵士 |
| 學術機關職務                 |                                        |                        |
| 前任： 法蘭克·李爵士         | 劍橋大學基督聖體學院院長 1971年–1980年 | 繼任： 邁克爾·麥戈林   |